# Canon EF-S 55-250mm objectief
De Canon EF-S 55-250mm f/4-5.6 IS is een telezoomobjectief gemaakt door de Japanse fabrikant Canon. Dankzij de EF-S lensvatting kan dit objectief alleen gebruikt worden op Canon EOS-camera's die zijn voorzien van een zogenaamde APS-C-sensor (1,6x crop). Dit betekent dat dit objectief het equivalent is van een full-frame-objectief met een brandpuntsafstand van tussen de 88 en 400 mm. In juni 2011 werd de tweede generatie op de markt gebracht, technisch identiek aan de eerste generatie.